# VW ID. Buzz
Der VW ID. Buzz ist ein batterieelektrischer Kleinbus vom deutschen Automobilhersteller Volkswagen Nutzfahrzeuge, basierend auf dem Modularen E-Antriebs-Baukasten. Das Design der Buzz-Serie stammt von Klaus Zyciora und ist an den ersten VW-Bus, den VW T1 von 1950, angelehnt.

## Geschichte

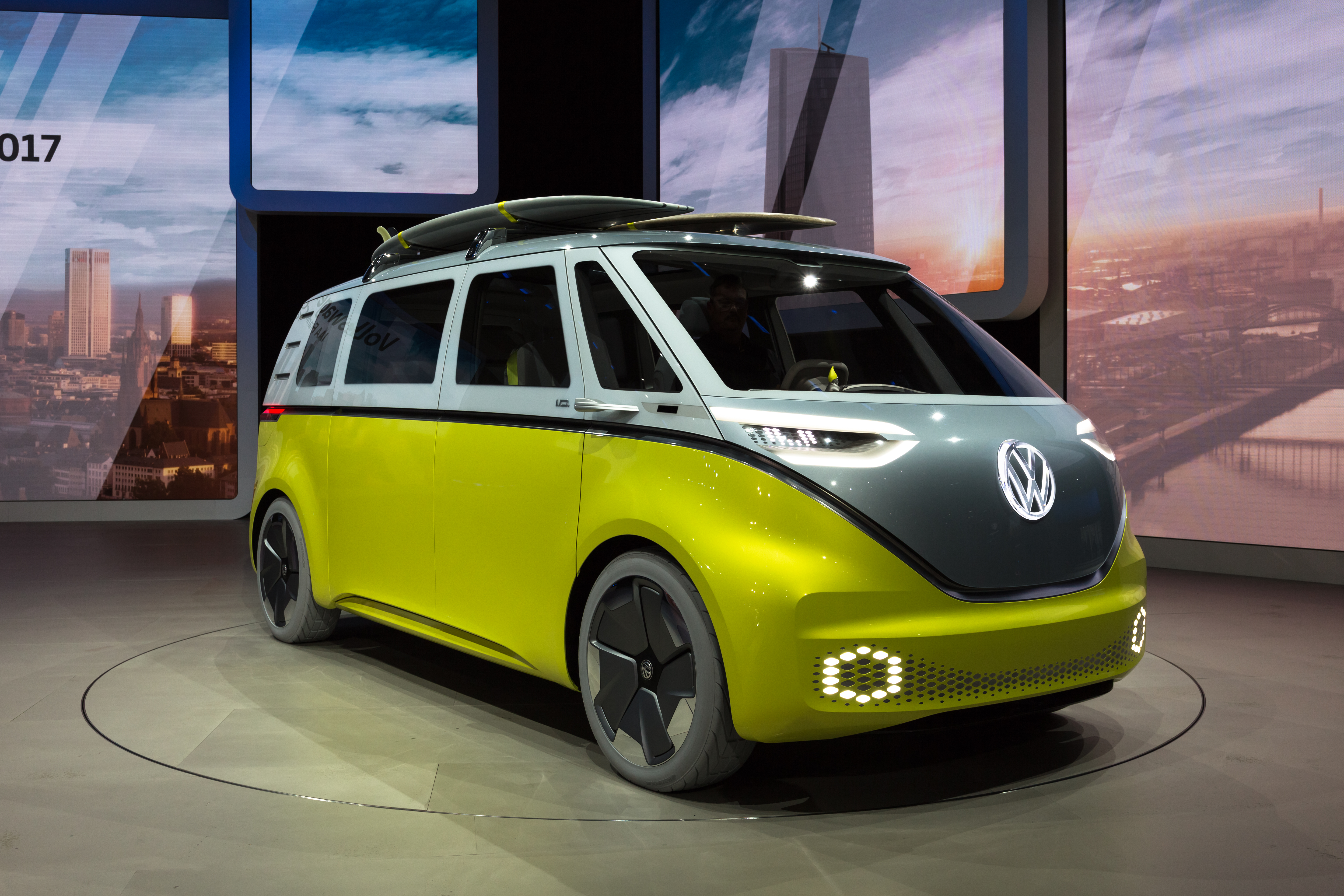
Studie ID. Buzz auf der 2017er IAA Frankfurt 2017

Die Idee eines Kleinbusses, der sich vom Design her an den ursprünglichen T1 anlehnt, gab es bereits deutlich früher als den heutigen ID.Buzz selbst in Form verschiedener Design-Studien. So wurde im Jahr 2001 die Studie VW Microbus auf der North American International Auto Show präsentiert, damals noch mit einem Verbrennungsmotor, womit er in direkter Konkurrenz zum damaligen T4 gestanden hätte. Während diese Studie es damals nicht in Serie schaffte, handelt es sich bei der im Januar 2017 auf der North American International Auto Show in Detroit vorgestellten Studie ID. Buzz um die Studie, auf der das spätere Serienfahrzeug VW ID. Buzz basiert.

## Sicherheit
Ende 2022 wurde der ID. Buzz vom Euro NCAP auf die Fahrzeugsicherheit getestet. Er erhielt fünf von fünf möglichen Sternen.
In den USA ist das Modell von einem kuriosen Rückruf betroffen. Die dritte Sitzreihe besteht aus zwei einzeln umklappbaren Sitzen. Sie sind jedoch so breit konzipiert, dass nach Ansicht der Verkehrsbehörde National Highway Traffic Safety Administration (NHTSA) theoretisch drei Personen Platz finden würden. Dies widerspricht allerdings US-Sicherheitsvorschriften: 49 CFR Part 571.10 (CFR: Code of Federal Regulations – Regelwerk der US-Bundesbehörden) verlangt in Kombination mit FMVSS 208 (FMVSS: Federal Motor Vehicle Safety Standard – Bundessicherheitsstandard für Kraftfahrzeuge), dass bei der ID.Buzz-Rückbank drei Sicherheitsgurte vorhanden sein müssen. Die Nichteinhaltung der Vorschriften sei durch eine Missinterpretation zustande gekommen. Um ihnen zu entsprechen, werden nachträglich ungepolsterte Sitz-Verkleidungen eingebaut, durch die die Sitzfläche auf das offiziell zugelassene Maß reduziert wird.

## Varianten

### People-Varianten

#### Kurzer Radstand
Mit einer Länge von 4,71 Metern handelt es sich bei dieser Version um die Einstiegsvariante, welche über fünf oder sechs Sitzplätze verfügt und welche auch nach Verkaufsstart am 20. Mai 2022 als vorerst einzige Version bestellbar war mit Preisen ab circa 65.000 Euro abzüglich der deutschen Innovationsprämie.

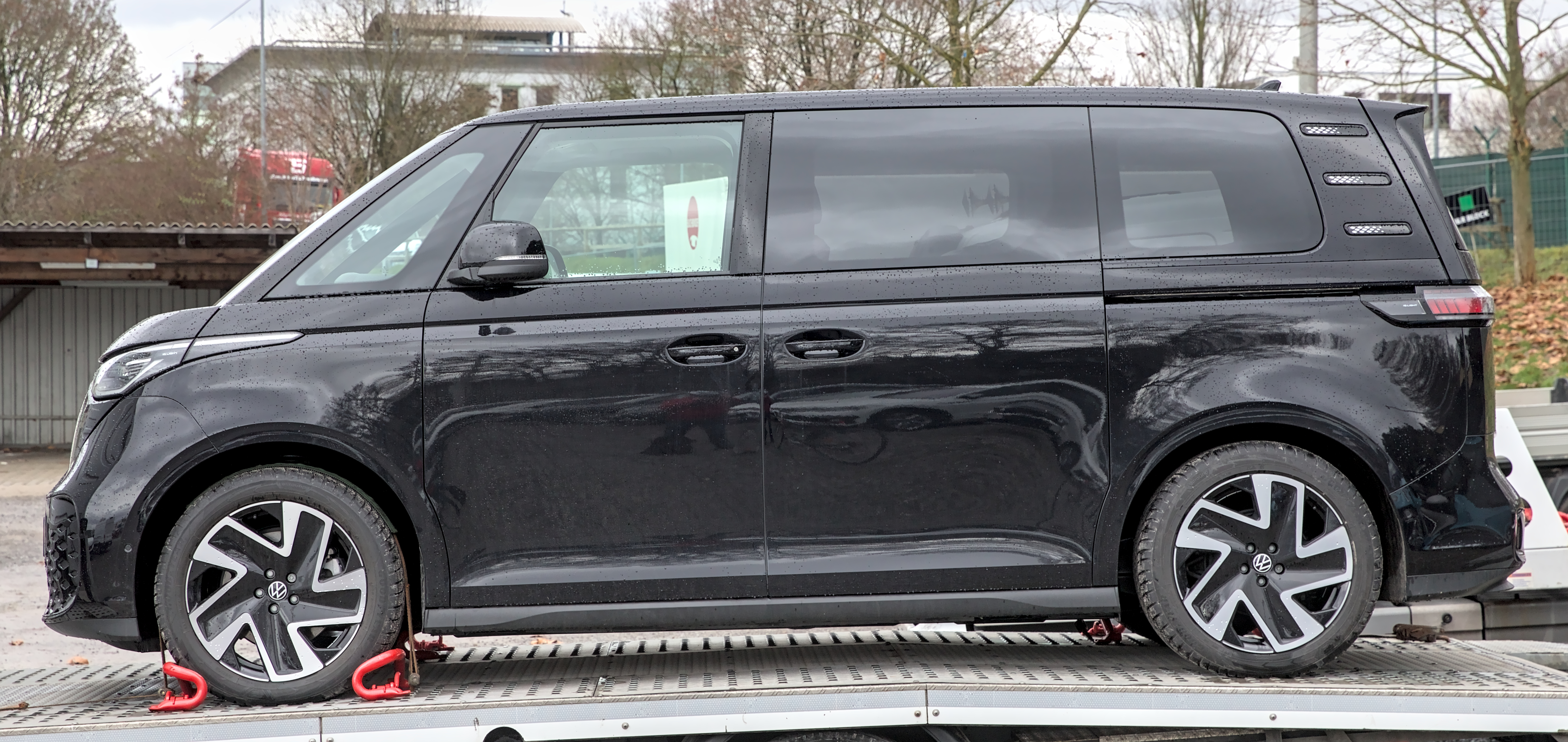
Seitenansicht
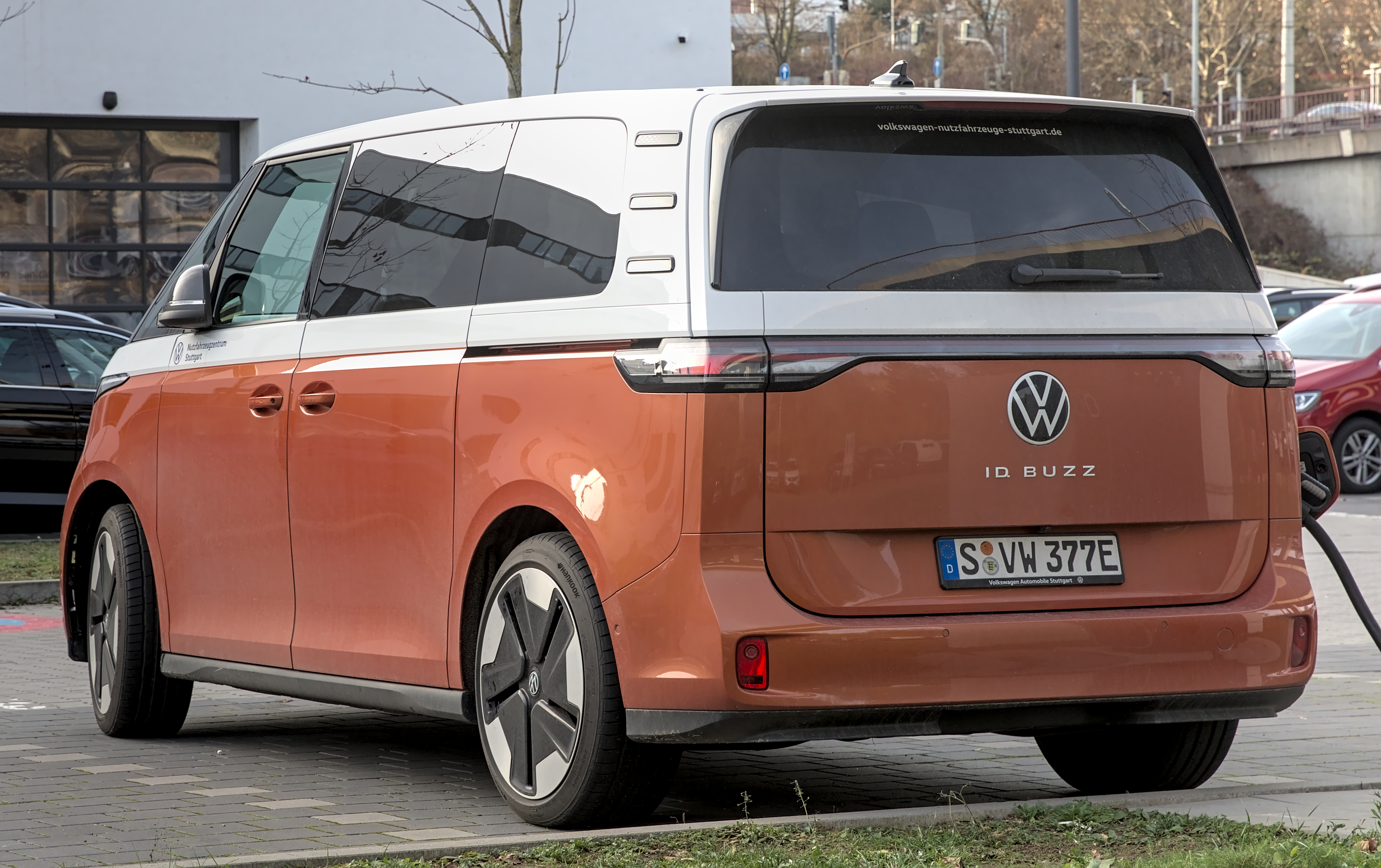
Heckansicht
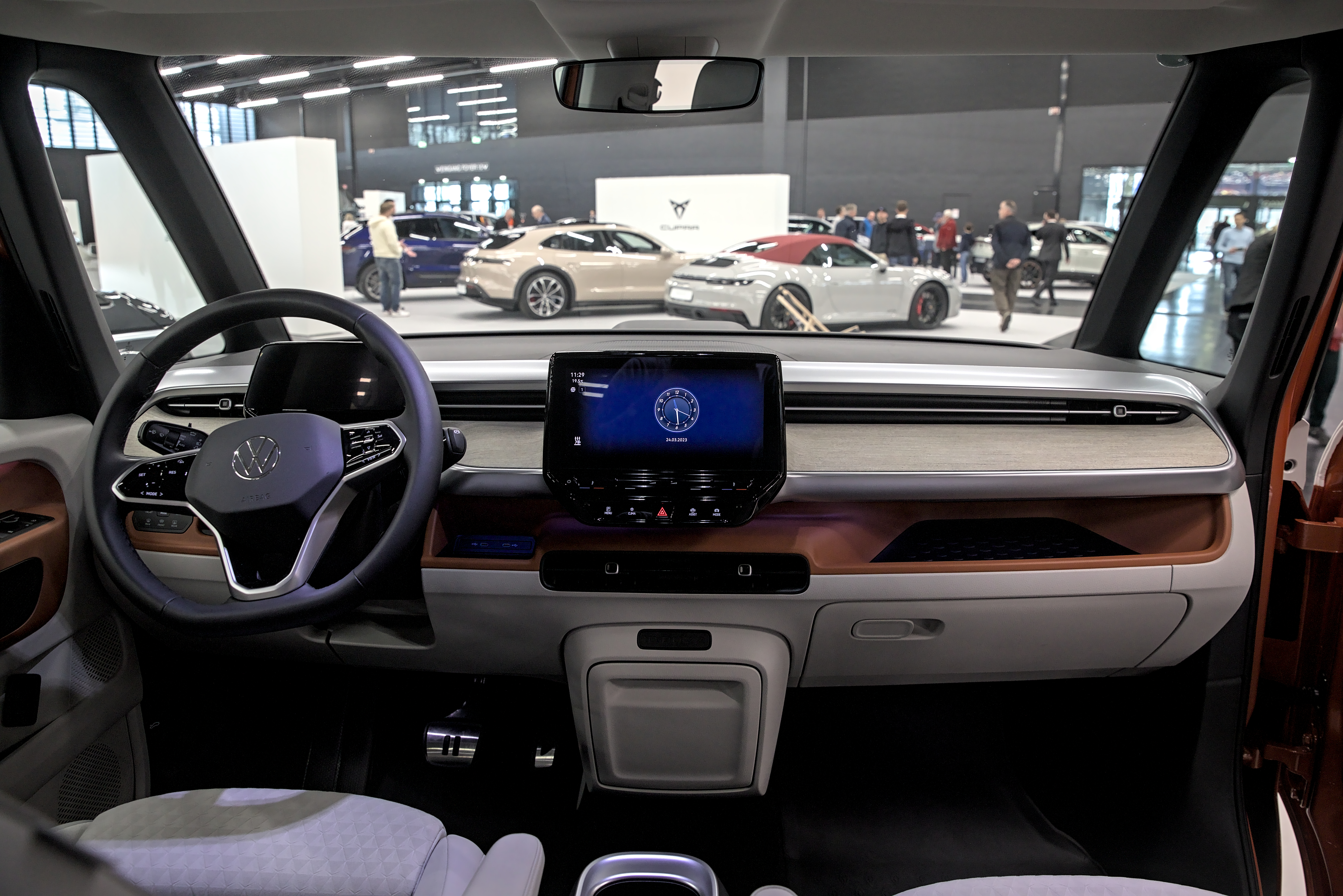
Innenansicht

#### Langer Radstand
Der verlängerte ID. Buzz verfügt über drei Sitzreihen mit insgesamt sieben Sitzen, fünf davon im Fond. Er wurde am 2. Juni 2023 vorgestellt. In den USA, wo das Modell seit August 2024 verkauft wird, gibt es ausschließlich diese Version mit deutlich mehr Platz im Innenraum bei sechs Sitzen. Auf dem europäischen Markt ergänzt sie hingegen die Variante mit kurzem Radstand.

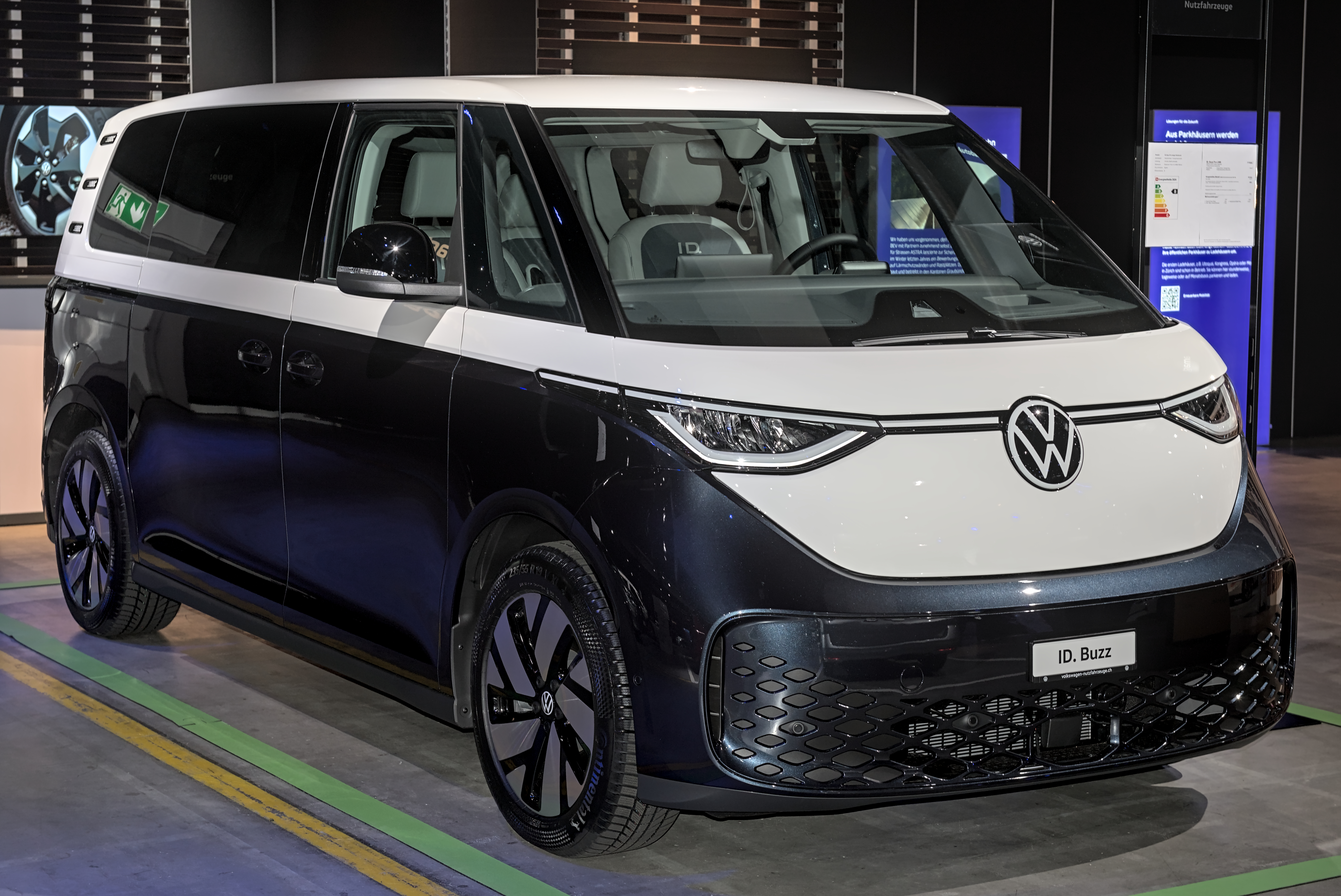
VW ID. Buzz LWB (seit 2023)
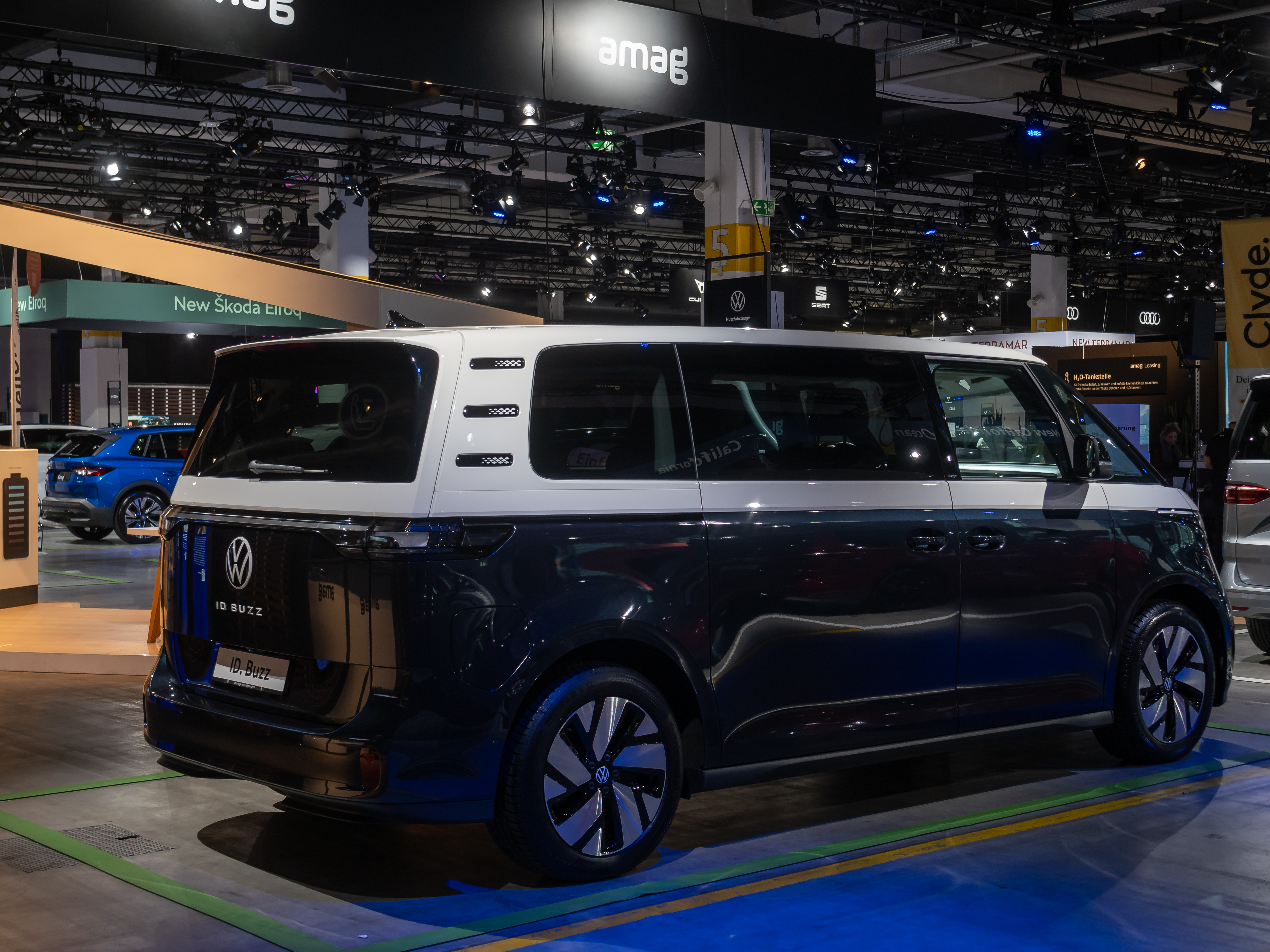
Heckansicht

### Cargo-Variante
Beim VW ID. Buzz Cargo auf Basis der Shortwheelbase-Variante handelt es sich um eine Version, welche sich durch das Fehlen der Sitze und Fenster im Fond auszeichnet und damit vor allem auf gewerbliche Kunden z. B. in der Handwerker- oder Logistikbranche abzielt, welche im hinteren durch eine Trennwand separierten Fahrzeugteil bis zu zwei Europaletten verstauen können bei einem Platzangebot von 3,9 m³. Je nach Konfiguration finden entweder zwei (zwei Einzelsitze) oder drei (eine Doppelsitzbank und ein Fahrersitz) Personen einen Platz im Fahrzeug, das bei über 45.000 Euro (ohne Mehrwertsteuer und Innovationsprämie) preislich startet.

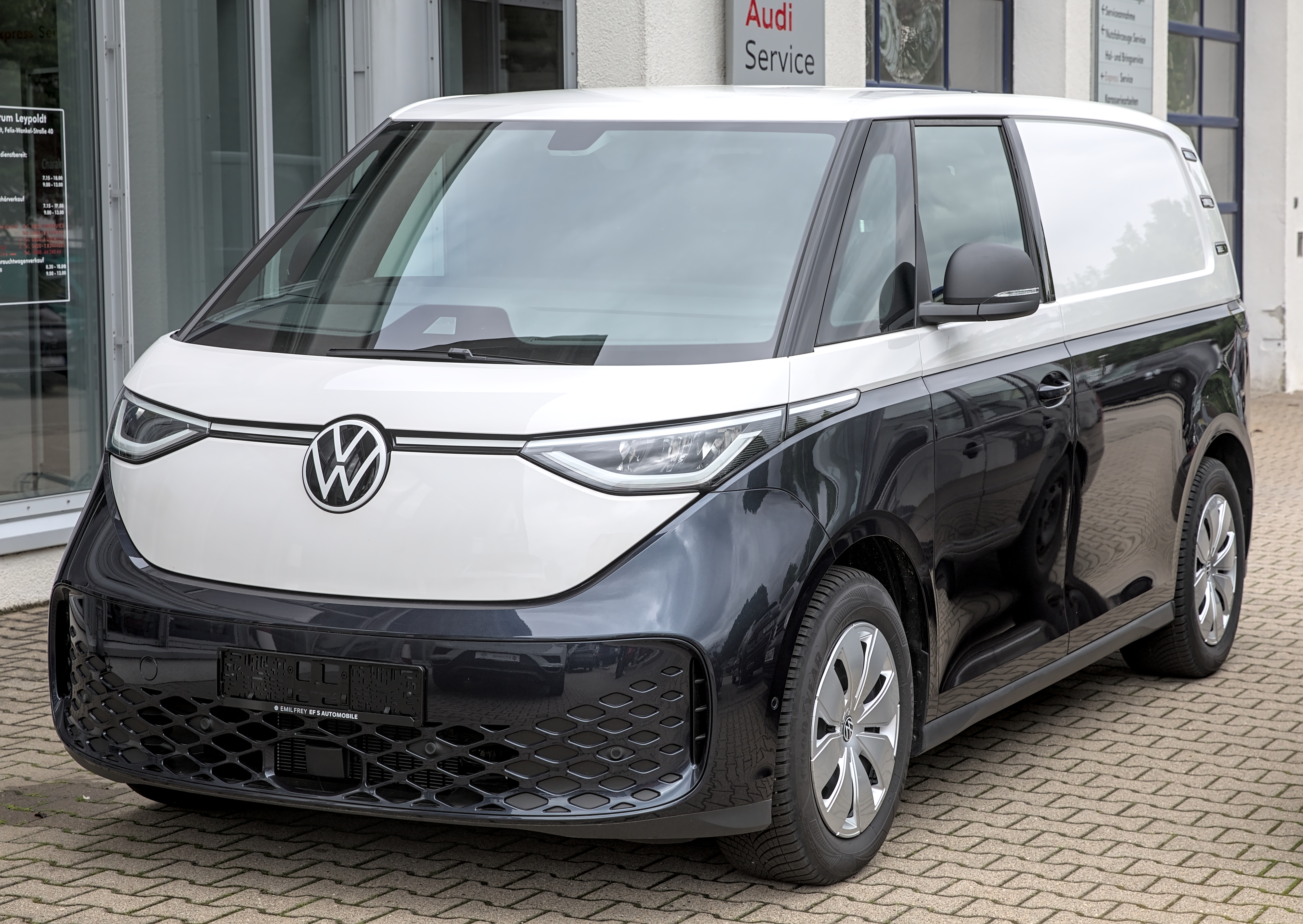
VW ID. Buzz Cargo
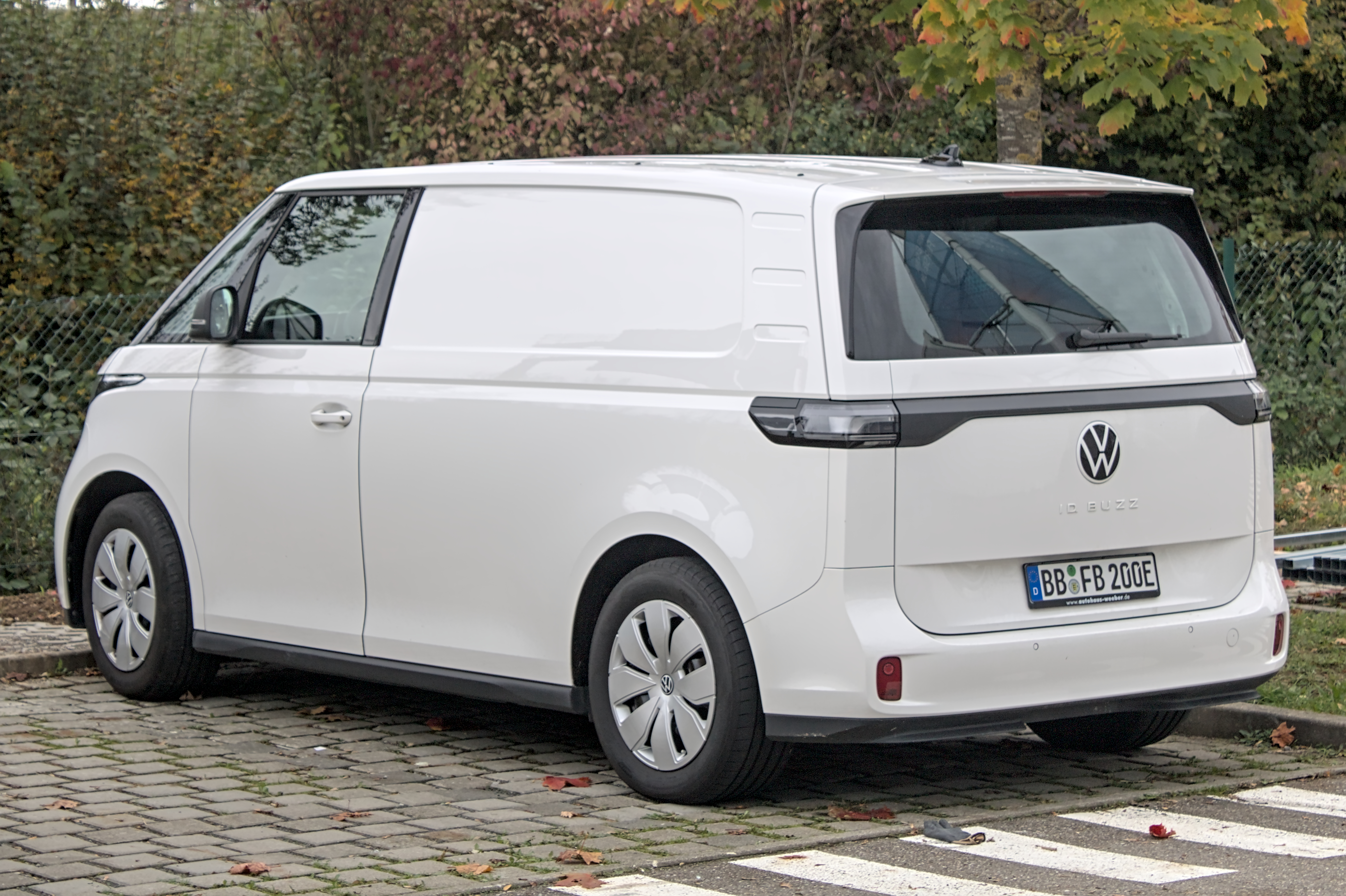
Heckansicht

### Geplante Varianten
VW ID. Buzz AD (vollautonom-fahrende Version der People- und der Cargo-Variante, mögliche Einführung: 2025)

## Technik

### Elektromotoren

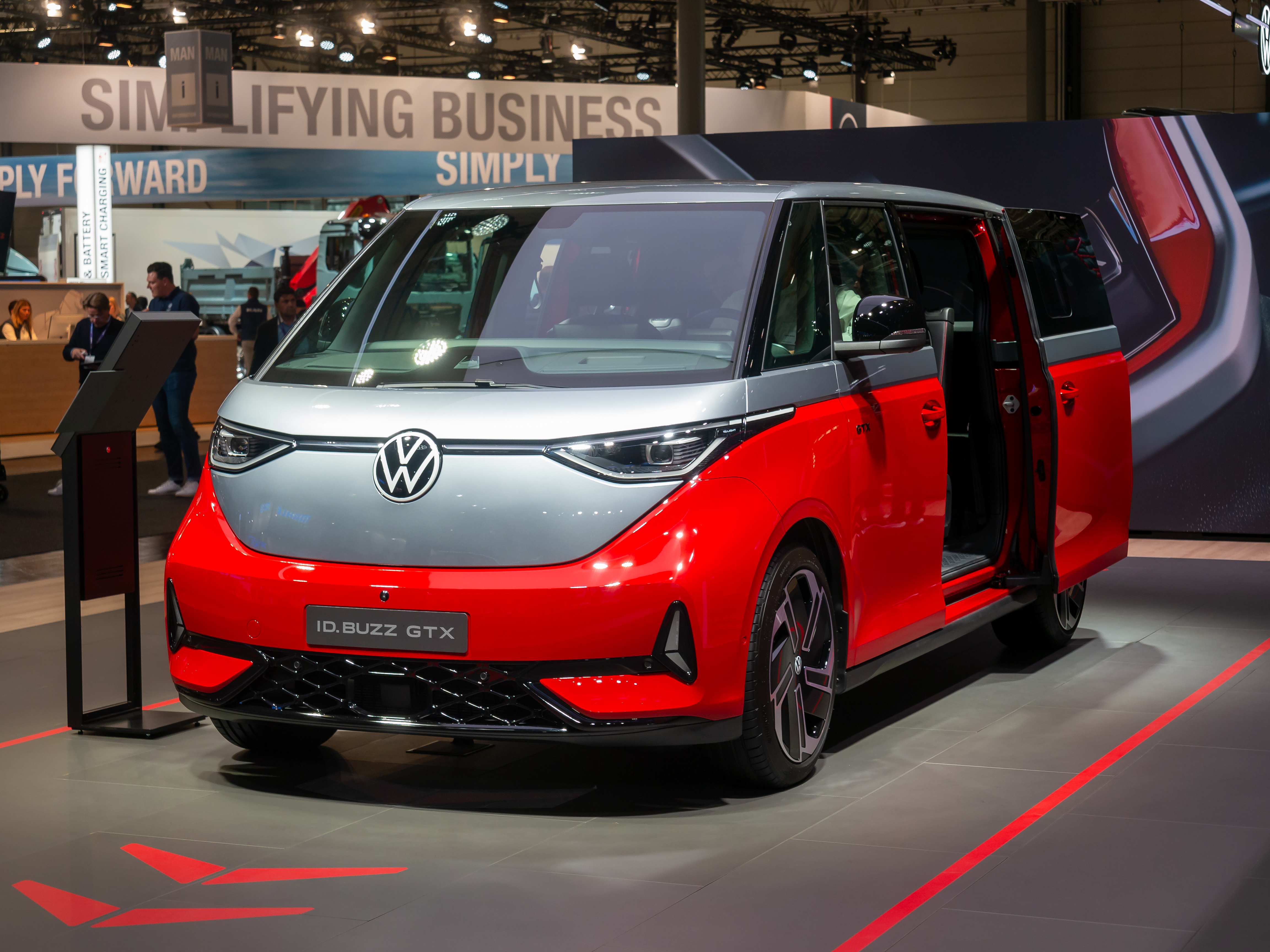
VW ID. Buzz GTX (seit 2024)

Der ID. Buzz hat einen Elektromotor an der Hinterachse mit einer Leistung von 150 kW (204 PS). Das Fahrzeug soll von 0 auf 100 km/h in 10,2 Sekunden beschleunigen können. Mit dem LWB (Long Wheel Base) debütierte zudem ein 210 kW (286 PS) starker Elektroantrieb, der eine Beschleunigung von 0 auf 100 km/h in 7,9 Sekunden ermöglichen soll. Im GTX, der seit September 2024 im Handel ist, werden zwei Elektromotoren kombiniert, die Systemleistung wird hier mit 250 kW (340 PS) angegeben. Er hat Allradantrieb. Ein neues Einstiegsmodell mit einer Leistung von 125 kW (170 PS) ist ebenfalls seit September 2024 erhältlich.
Antrieb und Batterie entsprechen dem Modularen Elektro-Baukasten und sind deshalb im Boden platziert. Das maximale Drehmoment beträgt 310 bzw. 560 Nm. Das Basismodell ist bei 145 km/h elektronisch abgeregelt. Seit Sommer 2024 liegt die Höchstgeschwindigkeit bei allen Modellen bei 160 km/h.

### Batterie und Reichweite
Die Antriebsbatterie,⁣⁣ mit einer Kapazität von 77 kWh netto und 82 kWh brutto, soll eine Reichweite von ca. 400 Kilometern bieten. Innerhalb von 30 Minuten soll die mit 170 kW (DC) aufladbare Batterie von 5 % auf 80 % geladen werden können. Der LWB ist zudem mit einem Akku mit einem Energieinhalt von 86 kWh netto, bzw. 91 kWh brutto verfügbar. Das seit September 2024 erhältliche Einstiegsmodell hat eine 59-kWh-Batterie.

### Technische Daten
|                                                   | Pure                                    | Pro (kurzer Radstand)                   | Pro (kurzer Radstand)                   | Pro (langer Radstand)                   | GTX 4Motion (kurzer Radstand)                                                       | GTX 4Motion (langer Radstand)                                                       |
| ------------------------------------------------- | --------------------------------------- | --------------------------------------- | --------------------------------------- | --------------------------------------- | ----------------------------------------------------------------------------------- | ----------------------------------------------------------------------------------- |
| Bauzeitraum                                       | seit 09/2024                            | 10/2022–06/2024                         | seit 06/2024                            | seit 06/2024                            | seit 08/2024                                                                        | seit 08/2024                                                                        |
| Motorkenndaten                                    |                                         |                                         |                                         |                                         |                                                                                     |                                                                                     |
| Motortyp                                          | permanentmagneterregte Synchronmaschine | permanentmagneterregte Synchronmaschine | permanentmagneterregte Synchronmaschine | permanentmagneterregte Synchronmaschine | Vorderachse: Asynchronmaschine Hinterachse: permanentmagneterregte Synchronmaschine | Vorderachse: Asynchronmaschine Hinterachse: permanentmagneterregte Synchronmaschine |
| max. Systemleistung (kann 30 s abgerufen werden)  | —                                       | —                                       | —                                       | —                                       | 250 kW (340 PS)                                                                     | 250 kW (340 PS)                                                                     |
| Leistung, Vorderachse, Peak                       | —                                       | —                                       | —                                       | —                                       | ?                                                                                   | ?                                                                                   |
| Leistung, Hinterachse, Peak bei min−1             | 125 kW (170 PS)                         | 150 kW (204 PS)                         | 210 kW (286 PS)                         | 210 kW (286 PS)                         | ?                                                                                   | ?                                                                                   |
| max. Systemdrehmoment                             | —                                       | —                                       | —                                       | —                                       | 460 Nm                                                                              | 460 Nm                                                                              |
| Drehmoment, Vorderachse, Peak                     | —                                       | —                                       | —                                       | —                                       | 162 Nm                                                                              | 162 Nm                                                                              |
| Drehmoment, Hinterachse, Peak bei min−1           | 310 Nm                                  | 310 Nm                                  | 560 Nm                                  | 560 Nm                                  | 310 Nm                                                                              | 310 Nm                                                                              |
| Kraftübertragung                                  |                                         |                                         |                                         |                                         |                                                                                     |                                                                                     |
| Antriebsart, Serie                                | Heckantrieb                             | Heckantrieb                             | Heckantrieb                             | Heckantrieb                             | Allradantrieb                                                                       | Allradantrieb                                                                       |
| Getriebe, Serie                                   | zweistufig übersetztes Eingang-Getriebe | zweistufig übersetztes Eingang-Getriebe | zweistufig übersetztes Eingang-Getriebe | zweistufig übersetztes Eingang-Getriebe | zweistufig übersetztes Eingang-Getriebe                                             | zweistufig übersetztes Eingang-Getriebe                                             |
| Antriebsbatterie                                  |                                         |                                         |                                         |                                         |                                                                                     |                                                                                     |
| Zellchemie                                        | Nickel-Mangan-Cobalt-Akkumulator (NMC)  | Nickel-Mangan-Cobalt-Akkumulator (NMC)  | Nickel-Mangan-Cobalt-Akkumulator (NMC)  | Nickel-Mangan-Cobalt-Akkumulator (NMC)  | Nickel-Mangan-Cobalt-Akkumulator (NMC)                                              | Nickel-Mangan-Cobalt-Akkumulator (NMC)                                              |
| Energieinhalt, brutto / netto                     | ? kWh / 59 kWh                          | 82 kWh / 77 kWh                         | ? kWh / 79 kWh                          | 91 kWh / 86 kWh                         | ? kWh / 79 kWh                                                                      | 91 kWh / 86 kWh                                                                     |
| Ladeleistung AC                                   | 11 kW                                   | 11 kW                                   | 11 kW                                   | 11 kW                                   | 11 kW                                                                               | 11 kW                                                                               |
| Ladeleistung DC                                   | 165 kW                                  | 170 kW                                  | 185 kW                                  | 200 kW                                  | 185 kW                                                                              | 200 kW                                                                              |
| Messwerte                                         |                                         |                                         |                                         |                                         |                                                                                     |                                                                                     |
| Leergewicht mit Fahrer                            | 2500 kg                                 | 2487 kg                                 | 2500 kg                                 | 2636 kg                                 | 2652 kg                                                                             | 2780 kg                                                                             |
| zulässiges Gesamtgewicht                          | 3000 kg                                 | 3000 kg                                 | 3000 kg                                 | 3125 kg                                 | 3125 kg                                                                             | 3310 kg                                                                             |
| Beschleunigung, 0–100 km/h                        |                                         | 10,2 s                                  | 7,6 s                                   | 7,9 s                                   | 6,1 s                                                                               | 6,4 s                                                                               |
| Höchstgeschwindigkeit                             | 145 km/h                                | 145 km/h                                | 160 km/h                                | 160 km/h                                | 160 km/h                                                                            | 160 km/h                                                                            |
| Energieverbrauch auf 100 km nach NEFZ, kombiniert | 20,3–21,9 kWh                           | 20,9 kWh                                | 18,9–20,8 kWh                           | 19,5–21,2 kWh                           | 20,5–21,6 kWh                                                                       | 20,0–21,3 kWh                                                                       |
| Reichweite nach WLTP                              | 331 km                                  | 416 km                                  | 461 km                                  | 487 km                                  | 423 km                                                                              | 475 km                                                                              |
| Wendekreis                                        | 11,1–12,5 m                             | 11,1–12,5 m                             | 11,1–12,5 m                             | 11,8–13,4 m                             | 11,1–12,5 m                                                                         | 11,8–13,4 m                                                                         |

## Absatzzahlen

### Produktion
Volkswagen startete mit der Produktion des ID. Buzz Mitte Mai 2022 in Hannover, während die Cargo-Variante bereits Anfang April eben dort in Serienproduktion gegangen war. Bis Ende 2022 will Volkswagen eine fünfstellige Zahl an Fahrzeugen bauen, bevor für das Jahr 2023 weitere 50.000 bis 60.000 Einheiten anvisiert werden. Für den US-Markt soll eine gesonderte Produktion im VW-Werk Chattanooga aufgebaut werden.

### Zulassungszahlen in Deutschland
Seit dem Marktstart im Mai 2022 bis einschließlich Dezember 2024 sind in der Bundesrepublik Deutschland 11.164 ID. Buzz als Pkw neu zugelassen worden. Mit 5.028 Fahrzeugen war 2023 das erfolgreichste Verkaufsjahr. Das KBA weist jedoch nur Pkw in Zulassungsklasse M1 aus – die ID. Buzz Cargo in Zulassungsklasse N1 sind darin nicht enthalten.
| 1.354 \| \| |
|             |

|  |

| 13 \| \| |
|          |

|  |

| 1.354 \| \| |
|             |

|  |

| 13 \| \| |
|          |

|  |

| 4.991 \| \| |
|             |

|  |

| 37 \| \| |
|          |

|  |

| 4.991 \| \| |
|             |

|  |

| 37 \| \| |
|          |

|  |

| 4.654 \| \| |
|             |

|  |

| 115 \| \| |
|           |

|  |

| 4.654 \| \| |
|             |

|  |

| 115 \| \| |
|           |

|  |

| 1.354 \| \| |
|             |

|  |

| 13 \| \| |
|          |

|  |

| 1.354 \| \| |
|             |

|  |

| 13 \| \| |
|          |

|  |

| 4.991 \| \| |
|             |

|  |

| 37 \| \| |
|          |

|  |

| 4.991 \| \| |
|             |

|  |

| 37 \| \| |
|          |

|  |

| 4.654 \| \| |
|             |

|  |

| 115 \| \| |
|           |

|  |

| 4.654 \| \| |
|             |

|  |

| 115 \| \| |
|           |

|  |

| 1.354 \| \| |
|             |

|  |

| 13 \| \| |
|          |

|  |

| 1.354 \| \| |
|             |

|  |

| 13 \| \| |
|          |

|  |

| 4.991 \| \| |
|             |

|  |

| 37 \| \| |
|          |

|  |

| 4.991 \| \| |
|             |

|  |

| 37 \| \| |
|          |

|  |

| 4.654 \| \| |
|             |

|  |

| 115 \| \| |
|           |

|  |

| 4.654 \| \| |
|             |

|  |

| 115 \| \| |
|           |

|  |

| 1.354 \| \| |
|             |

|  |

| 13 \| \| |
|          |

|  |

| 1.354 \| \| |
|             |

|  |

| 13 \| \| |
|          |

|  |

| 4.991 \| \| |
|             |

|  |

| 37 \| \| |
|          |

|  |

| 4.991 \| \| |
|             |

|  |

| 37 \| \| |
|          |

|  |

| 4.654 \| \| |
|             |

|  |

| 115 \| \| |
|           |

|  |

| 4.654 \| \| |
|             |

|  |

| 115 \| \| |
|           |

|  |

|  | Hinterradantrieb (10.999) |

|  | Hinterradantrieb (10.999) |

|  | Allradantrieb (165) |

|  | Allradantrieb (165) |

## Sonstiges
Kurz nach Bestellstart am 20. Mai 2022 wurde ein Werbespot für den ID. Buzz veröffentlicht, der die eine Woche später veröffentlichte Star-Wars-Serie „Obi-Wan-Kenobi“ mit im Spot selbst gezeigten Figuren wie R2D2 oder C-3PO aufgreift. Der Spot war das Ergebnis einer Zusammenarbeit mit dem Disney-Konzern bzw. Lucasfilm, der den Spot auch produzierte. Zeitgleich veröffentlichte Volkswagen auch zwei unterschiedlich folierte Modelle des ID. Buzz (ID. Buzz Dark Side Edition und ID. Buzz Light Side Edition) zugeschnitten auf die Thematik der weltberühmten Filmserie für die „Star Wars Celebration“ 2022 in Anaheim, während zeitgleich der Schauspieler Ewan McGregor zum Markenbotschafter ernannt wurde.
Die Wahl zum German Car of the Year 2023 gewann der ID. Buzz vor dem Genesis GV60 und dem Range Rover.